# グッシュ・ダン
座標: 北緯32度2分 東経34度46分 / 北緯32.033度 東経34.767度

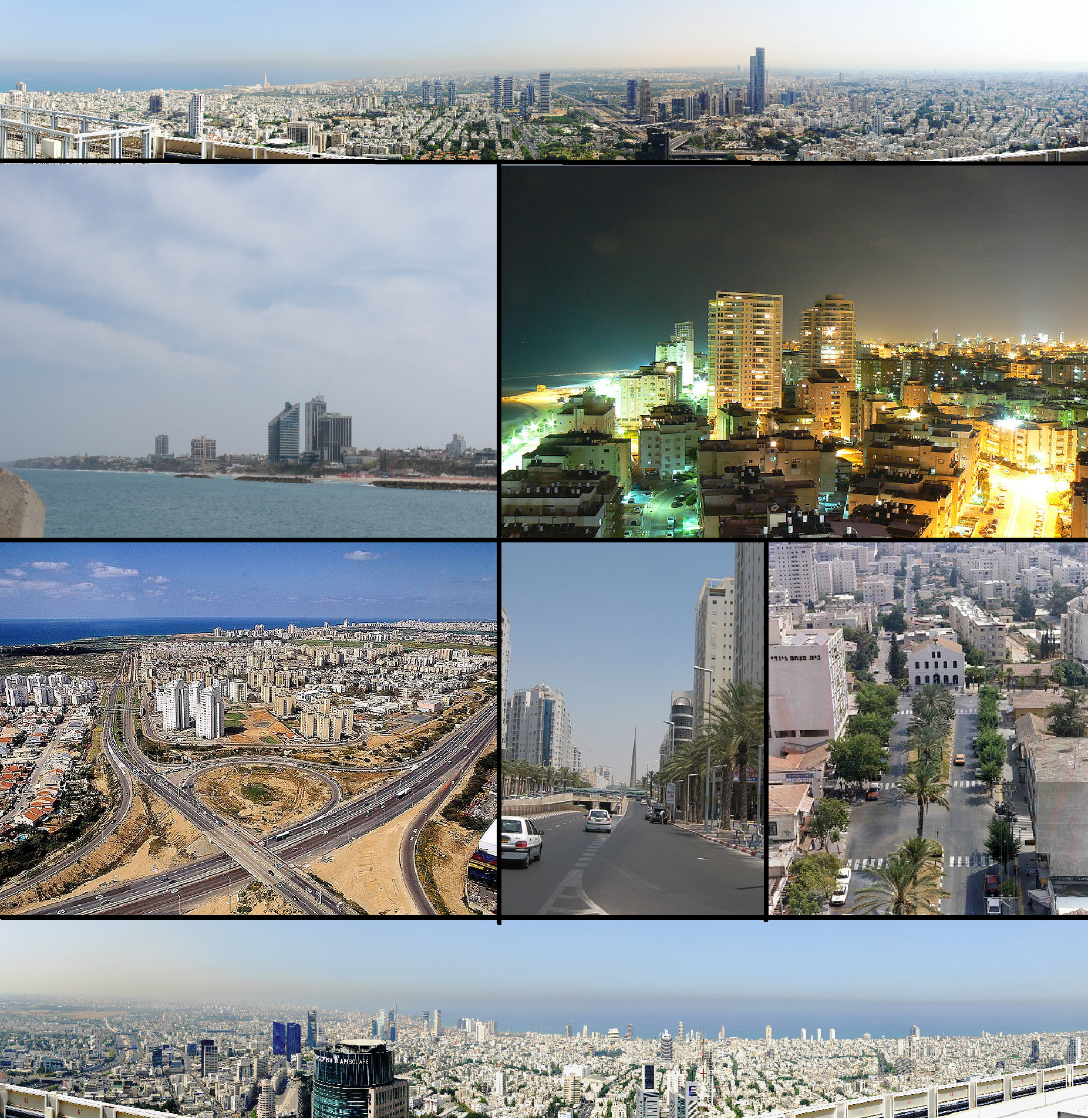
グッシュ・ダン

グッシュ・ダン（ヘブライ語: גוש דן、英語: Gush Dan）は、イスラエルのテルアビブ地区と中央地区を含む都市圏である。

## 概要
テルアビブを中心に周辺都市を経済的に結んでいる。

## 自治体

### 内部都市圏
- テルアビブ
- w:Bat Yam
- ホロン
- w:Ramat HaSharon
- ラマト・ガン
- w:Giv'atayim
- w:Bnei Brak
- ヘルツリーヤ
- w:Or Yehuda
- w:Giv'at Shmuel
- w:Kiryat Ono

### 外部都市圏

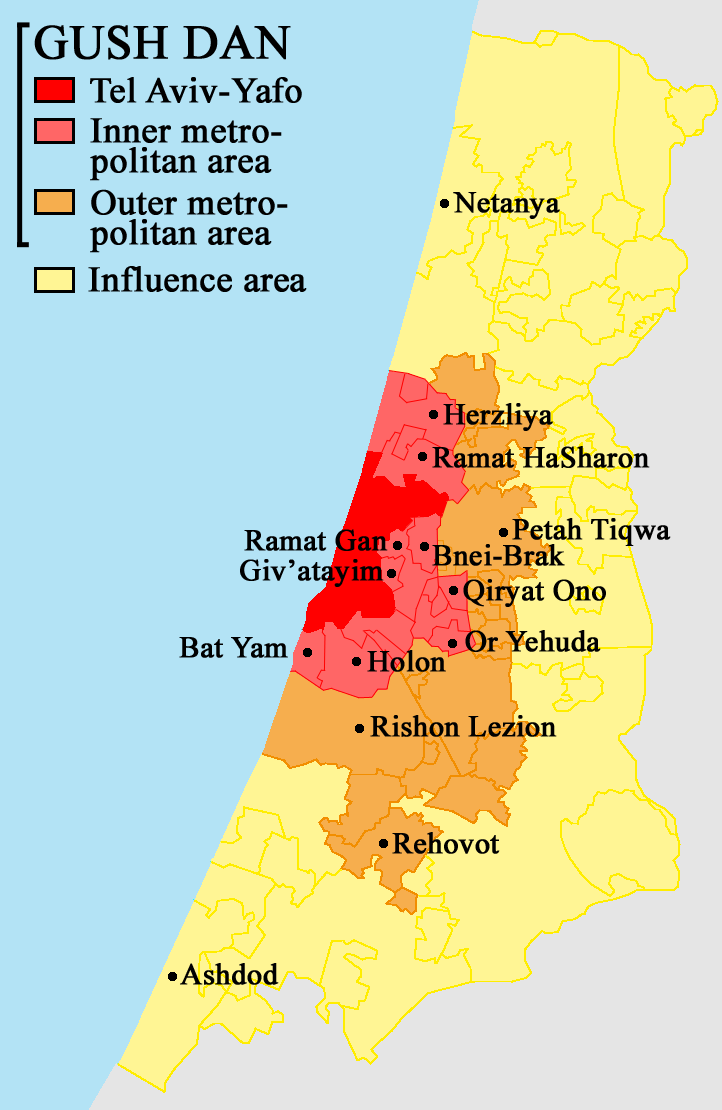
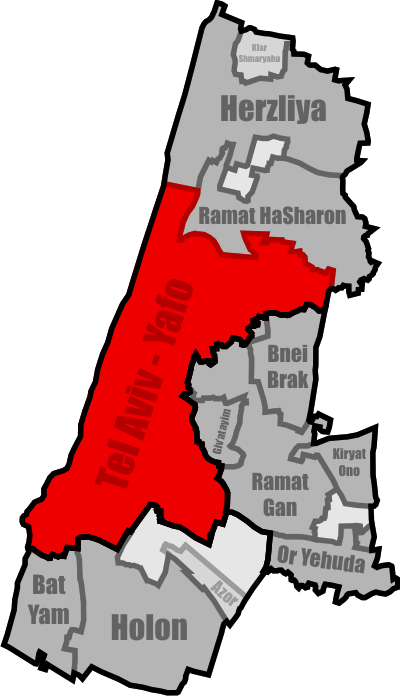
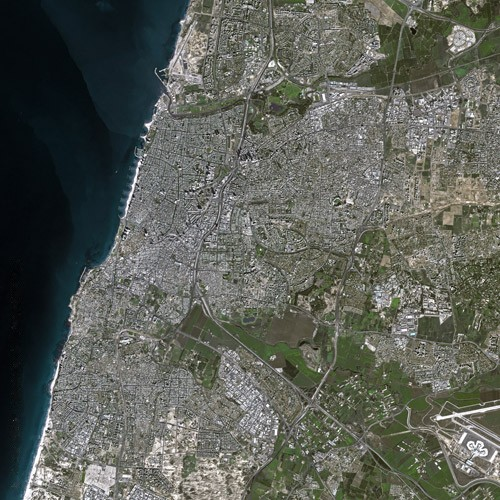
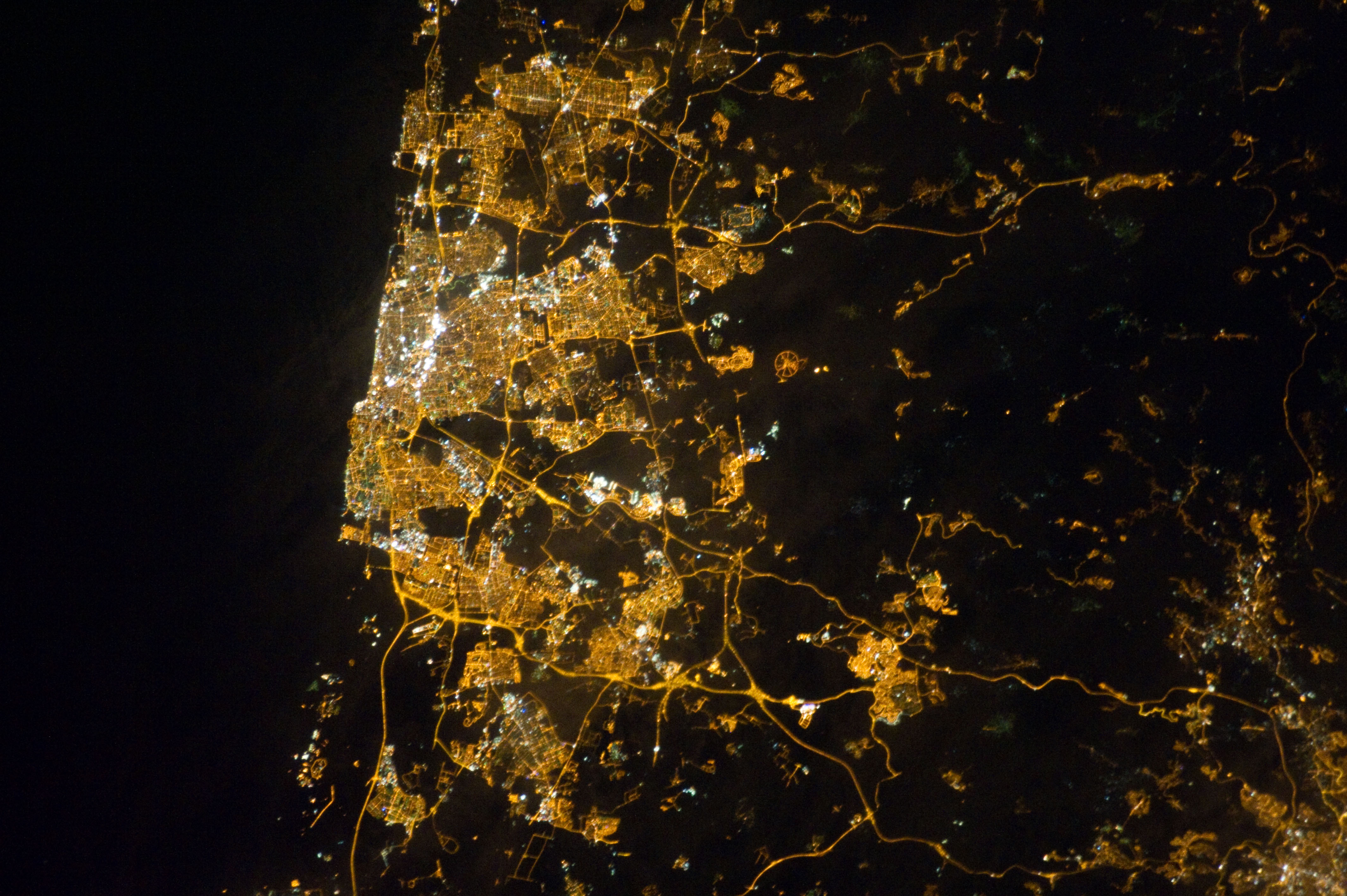

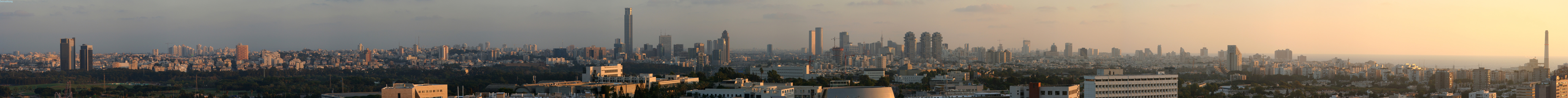

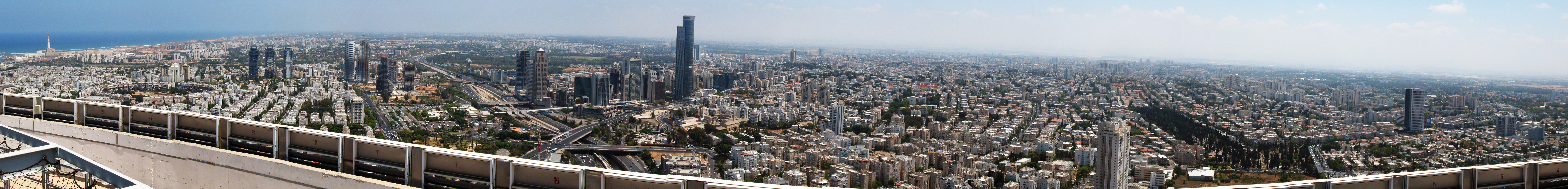

- ペタク・チクヴァ
- w:Hod HaSharon
- クファ・サバ
- w:Ra'anana
- w:Yehud
- ラムラ
- ロード
- w:Rosh HaAyin
- リション・レジオン
- w:Ness Ziona
- レホヴォト